# Quercus subintegra
Quercus subintegra är en bokväxtart som först beskrevs av Georg George Engelmann, och fick sitt nu gällande namn av William Trelease. Quercus subintegra ingår i släktet ekar, och familjen bokväxter. Inga underarter finns listade i Catalogue of Life.